# Colopea
Colopea és un gènere d'aranyes araneomorfs de la família dels estenoquílids (Stenochilidae). Fou descrit per primera vegada per Eugène Simon, l'any 1893.
Són aranyes que tenen la seva distribució per Àsia (sud i sud-est) i Nova Guinea.

## Taxonomia
- Colopea laeta (Thorell, 1895) — Myanmar, Tailàndia
- Colopea lehtineni Zheng, Marusik & Li, 2009 — Xina
- Colopea malayana Lehtinen, 1982 — Tailàndia, Malàisia, Singapur
- Colopea pusilla (Simon, 1893) — Filipines
- Colopea romantica Lehtinen, 1982 — Bali
- Colopea silvestris Lehtinen, 1982 — Nova Guinea
- Colopea tuberculata Platnick & Shadab, 1974 — Fiji
- Colopea unifoveata Lehtinen, 1982 — Borneo
- Colopea virgata Lehtinen, 1982 — Tailàndia, Vietnam
- Colopea xerophila Lehtinen, 1982 — Nova Guinea